# Nigrapercula mutabilis
Nigrapercula mutabilis är en mossdjursart som först beskrevs av Ferdinand Canu och Ray Smith Bassler 1929.  Nigrapercula mutabilis ingår i släktet Nigrapercula och familjen Bitectiporidae. Inga underarter finns listade i Catalogue of Life.